# 宝通路
宝通路是中華人民共和國上海市靜安區一條西北-東南走向道路，西北起自芷江中路，東南至虬江路，全長1005米，途徑上海市市北職業高級中學。道路始建於中華民國4年（1915年）。